# Liste der Naturdenkmäler in Bad Wildungen
Die Liste der Naturdenkmäler in Bad Wildungen nennt die in der Stadt Bad Wildungen im Landkreis Waldeck-Frankenberg in Hessen gelegenen Naturdenkmäler. Sie sind nach den §§ 28, 22 des Hessischen Gesetzes über Naturschutz und Landschaftspflege sowie § 12 des Hessischen Ausführungsgesetzes zum Bundesnaturschutzgesetz geschützt.
| Bild                          | Bezeichnung                                         | Ortsteil, Lage                                | Beschreibung | Art         | Nr.    |
| ----------------------------- | --------------------------------------------------- | --------------------------------------------- | --- | ----------- | ------ |
| mehr Fotos \| Fotos hochladen | Halloh Hutebuchen                                   | Albertshausen 51° 6′ 37,3″ N, 9° 2′ 55,9″ O   | 4,85 Hektar großer historischer Hutewald aus ca. 250-jährigen Rotbuchen. | Rotbuche    | 21 001 |
| BW                            | Graslilien-Trockenwald                              | Altwildungen 51° 8′ 26,2″ N, 9° 6′ 12,7″ O    | 3,33 Hektar großer Waldsonderstandort mit Hirsch-Haarstrang-Vorkommen auf dem "Schartenberg". |             | 21 002 |
| BW                            | Kalk-Magerrasen „Sauköppel“                         | Altwildungen 51° 7′ 40,8″ N, 9° 6′ 46,1″ O    | 1,25 Hektar großer Kalk-Magerrasen mit Orchideen. Kuppe des „Sauköppel“ westlich von Alt Wildungen. |             | 21 003 |
| BW                            | „Hindenburg-Eiche“                                  | Altwildungen 51° 7′ 49,3″ N, 9° 5′ 27,5″ O    | Markanter Solitärbaum ca. 1 km nordwestlich von Reitzenhagen. | Eiche       | 21 004 |
| BW                            | Magerrasen „Silberberg“                             | Armsfeld 51° 3′ 34,5″ N, 9° 3′ 57,9″ O        | 0,86 Hektar großes Gebiet am Silberberg, ca. 500 m nördlich von Armsfeld. Floristisch interessanter Magerrasen auf historischer Bergbauhalde.                                                                                     |             | 21 005 |
| BW                            | Eisenkieselklippen „Auenberg“                       | Armsfeld 51° 3′ 33″ N, 9° 4′ 36,9″ O          | 0,44 Hektar großer geologischer Aufschluss am Silberberg, ca. 1 km nordöstlich von Armsfeld. |             | 21 006 |
| BW                            | Steinbruch „Wälzebachtal“                           | Bad Wildungen 51° 3′ 47,1″ N, 9° 9′ 4,4″ O    | 0,55 Hektar großes Gebiet. Natürliche Felsklippe südöstlich von Braunau. |             | 21 007 |
| BW                            | Eiche am „Landwehrgraben“                           | Bad Wildungen 51° 6′ 58,8″ N, 9° 9′ 17,3″ O   | Markanter Solitärbaum in der offenen Landschaft ca. 60 m östlich des Landwehrgraben. | Eiche       | 21 008 |
| BW                            | Blauer Bruch                                        | Bad Wildungen 51° 6′ 47,8″ N, 9° 8′ 35,9″ O   | 0,73 Hektar großer geologisch und paläontologisch bedeutsamer Aufschluss am nordwestlichen Fuß des „Galgenberg“. |             | 21 009 |
| BW                            | Kieselschiefer- und Diabassteinbruch                | Bad Wildungen 51° 6′ 29,1″ N, 9° 5′ 57,9″ O   | 1 Hektar großer wertvoller geologischer Aufschluss südwestlich des Café Waldhaus im Stadtwald. |             | 21 010 |
| Fotos hochladen               | Über dem „Rabenbrunnen“                             | Bad Wildungen 51° 5′ 30,7″ N, 9° 8′ 24,1″ O   | 4,95 Hektar großes aus ehemaliger Hutefläche entstandenes Feldgehölz. |             | 21 011 |
| BW                            | Eisenkieselklippen                                  | Bad Wildungen 51° 5′ 51,5″ N, 9° 5′ 38,3″ O   | 2,2 Hektar großes Gebiet mit natürlicher Felsrippe und strukturreichem Waldbestand ca. 1, 5 km südwestlich von Bad Wildungen. |             | 21 012 |
| BW                            | Kalkmagerrasen am „Galgenberg“                      | Bad Wildungen 51° 6′ 35,9″ N, 9° 8′ 51,7″ O   | 0,46 Hektar großes Gebiet. Kalkmagerrasen mit Steppenfenchel am „Galgenberg“ südöstlich von Bad Wildungen. |             | 21 013 |
| Fotos hochladen               | „Warteköppel“                                       | Bad Wildungen 51° 6′ 45,2″ N, 9° 7′ 39″ O     | 0,44 Hektar großes Vogelschutzgehölz am „Warteköppel“ ca. 1 km südlich des Zentrums von Bad Wildungen. |             | 21 014 |
| BW                            | „Marc-Buche“                                        | Bad Wildungen 51° 5′ 57,8″ N, 9° 6′ 55,5″ O   | Markanter Baum aus ehemaliger Hutewaldbestockung ca. 400 m südlich des „Marcturm“ nahe der Helenenquelle. | Buche       | 21 015 |
| Fotos hochladen               | Kieselschieferabbau „Kleine Leuchte“                | Bergfreiheit 51° 2′ 40,4″ N, 9° 5′ 23,3″ O    | 0,2 Hektar großer bedeutender geologischer Aufschluss bei der „Kleinen Leuchte“ ca. 500 m südlich von Bergfreiheit. |             | 21 016 |
| BW                            | Kalksteinbruch                                      | Braunau 51° 5′ 12,2″ N, 9° 7′ 53,5″ O         | 0,26 Hektar großes Gebiet ca. 600 m nördlich von Braunau südwestlich des „Malstein“. Fundort von Fossilien, die für die Entwicklungsgeschichte der Organismen und die Stratigraphie des Oberdevons von weltweiter Bedeutung sind. |             | 21 017 |
| BW                            | Tongrube Braunau                                    | Braunau 51° 4′ 50,1″ N, 9° 8′ 35,1″ O         | 0,88 Hektar großes Amphibienlaichbiotop ca. 150 m östlich des Sportplatzes, am Köppel. |             | 21 018 |
| BW                            | Steinbruch „Schwedenschanze“                        | Braunau 51° 5′ 46,6″ N, 9° 7′ 33,3″ O         | 0,4 Hektar großer erdgeschichtlich bedeutsamer Aufschluss ca. 1,3 km südlich von Bad Wildungen, „an der Schwedenschanze“. |             | 21 019 |
| BW                            | Hutewald am „Köppel“                                | Braunau 51° 4′ 53,9″ N, 9° 8′ 31,1″ O         | 4,74 Hektar großer historischer Hutewald am Sportplatz östlich von Braunau. |             | 21 020 |
| BW                            | Heidekuppe Rödelbach                                | Frebershausen 51° 6′ 14,9″ N, 8° 59′ 51,3″ O  | 0,7 Hektar große Heidefläche ca. 850 m südöstlich von Frebershausen. |             | 21 021 |
| mehr Fotos \| Fotos hochladen | Eiche und Tümpel am „Totenpfuhl“                    | Hüddingen 51° 6′ 3,7″ N, 9° 1′ 52,5″ O        | Markanter Baum und Wasserfläche ca. 1 km nordöstlich von Hüddingen. |             | 21 022 |
| BW                            | Verlandeter Teich mit Großseggenried („Ochsenhude“) | Hundsdorf 51° 4′ 53,8″ N, 9° 4′ 6,2″ O        | 2,39 Hektar große Fläche Extensivgrünland und Teich mit Verlandungszonen ca. 1,8 km östlich von Hundsdorf. |             | 21 023 |
| mehr Fotos \| Fotos hochladen | „Hirteneiche“                                       | Mandern 51° 6′ 24,7″ N, 9° 11′ 15,9″ O        | Markanter Solitärbaum ca. 2,2 km südlich von Mandern als Überbleibsel der früheren Laubholzbestockung und als Hinweis für die früher übliche Beweidung der Waldflächen.                                                           | Eiche       | 21 024 |
| BW                            | „Süntelbuchen“                                      | Odershausen 51° 4′ 37,3″ N, 9° 4′ 30,6″ O     | Buchen mit bizarrer Wuchsform ca. 2,3 km südwestlich von Odershausen. | Süntelbuche | 21 025 |
| BW                            | alter Tanzplatz                                     | Odershausen 51° 4′ 45,6″ N, 9° 5′ 30,6″ O     | 0,17 Hektar große Fläche ca. 1,2 km südwestlich von Odershausen. Kulturhistorisch bedeutsamer Baumbestand (zwei Linden u. Baumkreis aus Hainbuchen).                                                                              |             | 21 026 |
| BW                            | Koppe                                               | Odershausen 51° 5′ 14″ N, 9° 6′ 18,7″ O       | 0,12 Hektar großer geologischer Aufschluss mit wertvoller Botanik unterhalb der Kirche am westlichen Ortsrand. |             | 21 027 |
| Fotos hochladen               | „Jägersburg“                                        | Odershausen 51° 4′ 50″ N, 9° 4′ 20,3″ O       | 0,65 Hektar großes Vogelschutzgehölz ca. 2,4 km westlich von Odershausen. |             | 21 028 |
| BW                            | Dachschiefergrube „Hahnberg“                        | Reinhardshausen 51° 6′ 10″ N, 9° 3′ 55,6″ O   | 2,35 Hektar großer geologischer Aufschluss am Hahnberg ca. 1 km südwestlich von Reinhardshausen. |             | 21 029 |
| mehr Fotos \| Fotos hochladen | „Berthold-Eiche“                                    | Reinhardshausen 51° 5′ 17,5″ N, 9° 3′ 47,2″ O | Markanter Solitärbaum ca. 1,6 km nordöstlich von Hundsdorf. | Eiche       | 21 030 |

## Belege
1. ↑  
Anlage 1 zur Verordnung zum Schutze der Naturdenkmäler im Landkreis Waldeck-Frankenberg. (PDF; 374 kB) Landkreis Waldeck-Frankenberg, 18. März 2013, abgerufen am 10. Juni 2022.
2. ↑  
Verordnung zum Schutze der Naturdenkmäler im Landkreis Waldeck-Frankenberg. (pdf; 1,42 MB) Landkreis Waldeck-Frankenberg, 18. März 2013, abgerufen am 24. Januar 2016.
3. ↑  Details 21 001
4. ↑  Details 21 002
5. ↑  Details 21 003
6. ↑  Details 21 004
7. ↑  Details 21 005
8. ↑  Details 21 006
9. ↑  Details 21 007
10. ↑  Details 21 008
11. ↑  Details 21 009
12. ↑  Details 21 010
13. ↑  Details 21 011
14. ↑  Details 21 012
15. ↑  Details 21 013
16. ↑  Details 21 014
17. ↑  Details 21 015
18. ↑  Details 21 016
19. ↑  Details 21 017
20. ↑  Details 21 018
21. ↑  Details 21 019
22. ↑  Details 21 020
23. ↑  Details 21 021
24. ↑  Details 21 022
25. ↑  zur Namensherkunft: Die "Totenpfuhl-Sage" bei myheimat.de
26. ↑  Details 21 023
27. ↑  Details 21 024
28. ↑  Details 21 025
29. ↑  Details 21 026
30. ↑  Details 21 027
31. ↑  Details 21 028
32. ↑  Details 21 029
33. ↑  Details 21 030

- Karte mit allen Koordinaten:
- OSM |
- WikiMap